# Nepenthes ovata
Nepenthes ovata är en tvåhjärtbladig växtart som beskrevs av Nerz och Andreas Wistuba. Nepenthes ovata ingår i släktet Nepenthes och familjen Nepenthaceae. Inga underarter finns listade i Catalogue of Life.

## Bildgalleri

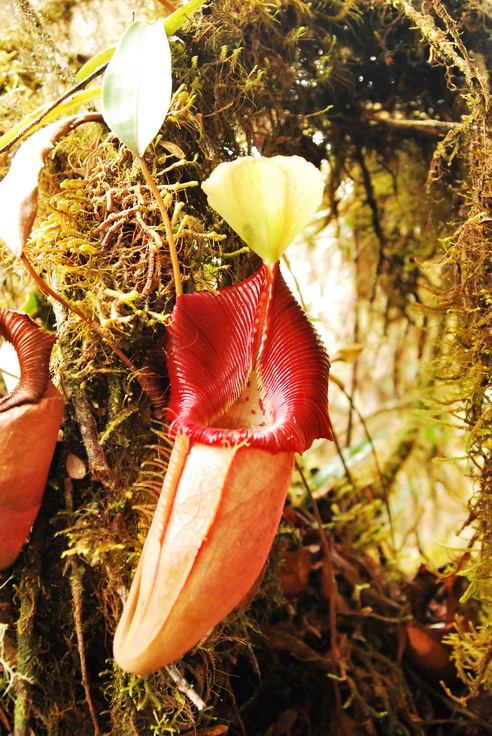
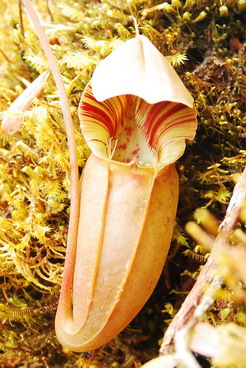
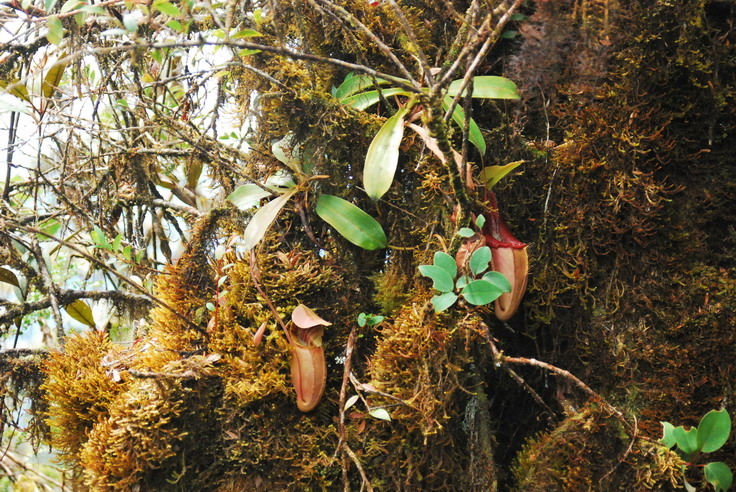
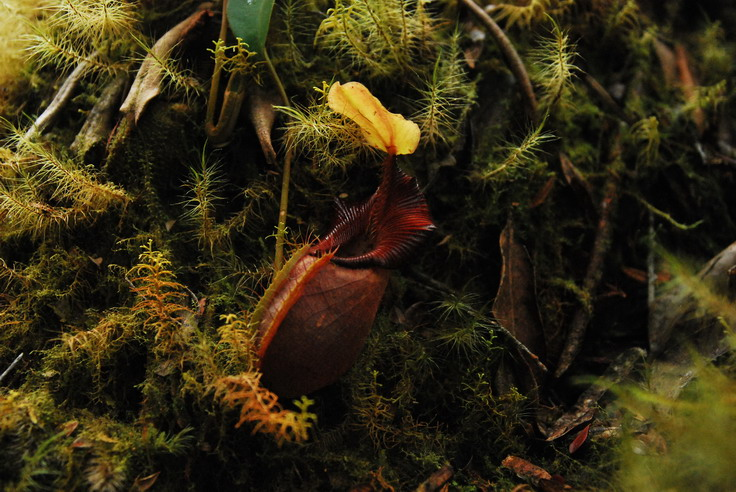
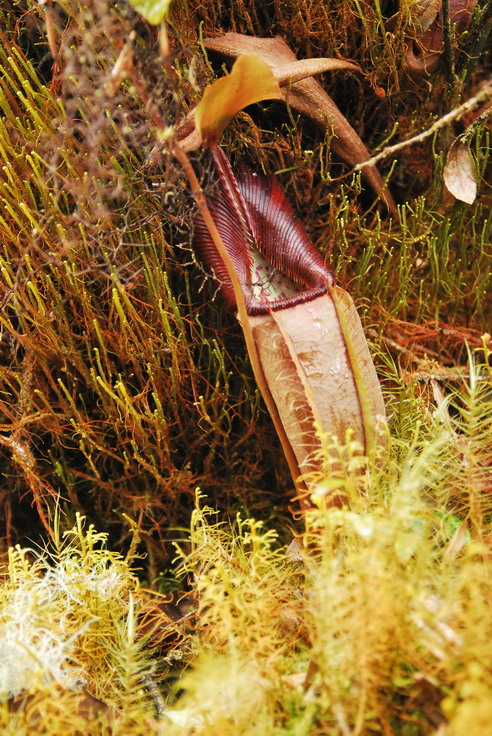
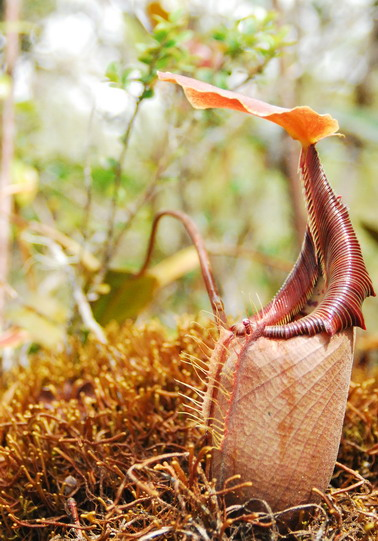